# Grande Prêmio da China de 2009
Resultados do Grande Prêmio da China de Fórmula 1 realizado em Xangai em 19 de abril de 2009. Terceira etapa do campeonato, foi vencido pelo alemão Sebastian Vettel, que subiu ao pódio junto a Mark Webber numa dobradinha da Red Bull-Renault, com Jenson Button em terceiro pela Brawn-Mercedes.

## Resumo
- A corrida teve início com o safety car na pista, devido às condições do tempo até que na nona volta os carros puderam acelerar plenamente.
- Primeira pole e primeira vitória na história da Red Bull.
- Primeira pole e primeira vitória de Sebastian Vettel pela Red Bull.
- Primeira das dezessete dobradinhas da Red Bull.
- Ao final da corrida, houve uma confusão em relação ao hino tocado pela equipe vencedora no pódio. Como a Red Bull possui base na Reino Unido, tocaram o hino britânico. Porém, a equipe está registrada como austríaca, então deveria ser tocado o hino deste país. Este fato foi corrigido a partir da segunda vitória de um piloto da escuderia (também Vettel), no Grande Prêmio da Grã-Bretanha de 2009.

## Classificação da prova

### Treinos classificatórios
Carros com KERS estão marcados com "‡"
| Pos.   | Nº | Piloto               | Equipe               | Q1       | Q2       | Q3       | Grid | Notas      |
| ------ | -- | -------------------- | -------------------- | -------- | -------- | -------- | ---- | ---------- |
| 1      | 15 | Sebastian Vettel     | Red Bull-Renault     | 1:36.565 | 1:35.130 | 1:36.184 | 1    |            |
| 2      | 7  | Fernando Alonso      | Renault              | 1:36.443 | 1:35.803 | 1:36.381 | 2    |            |
| 3      | 14 | Mark Webber          | Red Bull-Renault     | 1:35.751 | 1:35.173 | 1:36.466 | 3    |            |
| 4      | 23 | Rubens Barrichello   | Brawn-Mercedes       | 1:35.701 | 1:35.503 | 1:36.493 | 4    |            |
| 5      | 22 | Jenson Button        | Brawn-Mercedes       | 1:35.533 | 1:35.556 | 1:36.532 | 5    |            |
| 6      | 9  | Jarno Trulli         | Toyota               | 1:36.308 | 1:35.645 | 1:36.835 | 6    |            |
| 7      | 16 | Nico Rosberg         | Williams-Toyota      | 1:35.941 | 1:35.809 | 1:37.397 | 7    |            |
| 8      | 4  | Kimi Räikkönen       | Ferrari              | 1:36.137 | 1:35.856 | 1:38.089 | 8    |            |
| 9      | 1‡ | Lewis Hamilton       | McLaren-Mercedes     | 1:35.776 | 1:35.740 | 1:38.595 | 9    |            |
| 10     | 12 | Sébastien Buemi      | Toro Rosso-Ferrari   | 1:36.284 | 1:35.965 | 1:39.321 | 10   |            |
| 11     | 6‡ | Nick Heidfeld        | BMW Sauber           | 1:36.525 | 1:35.975 |          | 11   |            |
| 12     | 2‡ | Heikki Kovalainen    | McLaren-Mercedes     | 1:36.646 | 1:36.032 |          | 12   |            |
| 13     | 3  | Felipe Massa         | Ferrari              | 1:36.178 | 1:36.033 |          | 13   |            |
| 14     | 10 | Timo Glock           | Toyota               | 1:36.364 | 1:36.066 |          | 19   | [ nota 2 ] |
| 15     | 17 | Kazuki Nakajima      | Williams-Toyota      | 1:36.673 | 1:36.193 |          | 14   |            |
| 16     | 11 | Sébastien Bourdais   | Toro Rosso-Ferrari   | 1:36.906 |          |          | 15   |            |
| 17     | 8  | Nelson Piquet Jr.    | Renault              | 1:36.908 |          |          | 16   |            |
| 18     | 5  | Robert Kubica        | BMW Sauber           | 1:36.966 |          |          | 17   |            |
| 19     | 20 | Adrian Sutil         | Force India-Mercedes | 1:37.669 |          |          | 18   |            |
| 20     | 21 | Giancarlo Fisichella | Force India-Mercedes | 1:37.672 |          |          | 20   |            |
| Fonte: |    |                      |                      |          |          |          |      |            |

### Corrida
| Pos.   | Nº | Piloto               | Construtor           | Voltas | Tempo/Diferença  | Grid | Pontos |
| ------ | -- | -------------------- | -------------------- | ------ | ---------------- | ---- | ------ |
| 1      | 15 | Sebastian Vettel     | Red Bull-Renault     | 56     | 1:57:43.485      | 1    | 10     |
| 2      | 14 | Mark Webber          | Red Bull-Renault     | 56     | + 10.970         | 3    | 8      |
| 3      | 22 | Jenson Button        | Brawn-Mercedes       | 56     | + 44.975         | 5    | 6      |
| 4      | 23 | Rubens Barrichello   | Brawn-Mercedes       | 56     | + 1:03.704       | 4    | 5      |
| 5      | 2‡ | Heikki Kovalainen    | McLaren-Mercedes     | 56     | + 1:05.102       | 12   | 4      |
| 6      | 1‡ | Lewis Hamilton       | McLaren-Mercedes     | 56     | + 1:11.866       | 9    | 3      |
| 7      | 10 | Timo Glock           | Toyota               | 56     | + 1:14.476       | 19   | 2      |
| 8      | 12 | Sébastien Buemi      | Toro Rosso-Ferrari   | 56     | + 1:16.439       | 10   | 1      |
| 9      | 7  | Fernando Alonso      | Renault              | 56     | + 1:24.309       | 2    |        |
| 10     | 4  | Kimi Räikkönen       | Ferrari              | 56     | + 1:31.750       | 8    |        |
| 11     | 11 | Sébastien Bourdais   | Toro Rosso-Ferrari   | 56     | + 1:34.156       | 15   |        |
| 12     | 6‡ | Nick Heidfeld        | BMW Sauber           | 56     | + 1:35.834       | 11   |        |
| 13     | 5  | Robert Kubica        | BMW Sauber           | 56     | + 1:46.853       | 17   |        |
| 14     | 21 | Giancarlo Fisichella | Force India-Mercedes | 55     | + 1 volta        | 20   |        |
| 15     | 16 | Nico Rosberg         | Williams-Toyota      | 55     | + 1 volta        | 7    |        |
| 16     | 8  | Nelson Piquet Jr.    | Renault              | 54     | + 2 voltas       | 16   |        |
| 17     | 20 | Adrian Sutil         | Force India-Mercedes | 50     | Acidente         | 18   |        |
| Ret    | 17 | Kazuki Nakajima      | Williams-Toyota      | 43     | Transmissão      | 14   |        |
| Ret    | 3  | Felipe Massa         | Ferrari              | 20     | Pane elétrica    | 13   |        |
| Ret    | 9  | Jarno Trulli         | Toyota               | 18     | Danos de colisão | 6    |        |
| Fonte: |    |                      |                      |        |                  |      |        |

## Tabela do campeonato após a corrida
| Pos.   | Piloto             | Pontos |
| ------ | ------------------ | ------ |
| 1      | Jenson Button      | 21     |
| 2      | Rubens Barrichello | 15     |
| 3      | Sebastian Vettel   | 10     |
| 4      | Timo Glock         | 10     |
| 5      | Mark Webber        | 9,5    |
| Fonte: |                    |        |

| Pos.   | Construtor       | Pontos |
| ------ | ---------------- | ------ |
| 1      | Brawn-Mercedes   | 36     |
| 2      | Red Bull-Renault | 19,5   |
| 3      | Toyota           | 18,5   |
| 4      | McLaren-Mercedes | 8      |
| 5      | BMW Sauber       | 4      |
| Fonte: |                  |        |

- Nota: Somente as primeiras cinco posições estão listadas.